# 宽翅合耳菊
宽翅合耳菊（学名：Synotis ainsliaefolia）为菊科合耳菊属下的一个种。

## 扩展阅读
- 維基物種上的相關：宽翅合耳菊